# Duplicity
Duplicity és una pel·lícula estatunidenca escrita i dirigida per Tony Gilroy, estrenada el 2009. Ha estat doblada al català.

## Argument
Claire Stenwick, exagent de la CIA, i Ray Koval, exagent de l'MI6, s'han reconvertit a l'espionatge industrial per esquer del guany. Són contractats per dos laboratoris farmacèutics rivals, un per robar la fórmula d'un producte farmacèutic que referirà una fortuna al primer que la patenti, l'altre per protegir-la. Pels seus empresaris, tot és permès. No havien previst tanmateix que els seus agents infiltrats s'enamorarien: Claire i Ray decideixen d'associar-se i d'anar pel seu compte. Però fins a quin punt hi poden confiar mútuament?

## Repartiment
- Julia Roberts: Claire Stenwick
- Clive Owen: Ray Koval
- Tom Wilkinson: Howard Tully, Executiu en cap d'una societat farmacèutica
- Paul Giamatti: Richard «Dick» Garsik, Executiu en cap de la societat rival
- Denis O'Hare: Duke Monahan
- Kathleen Chalfant: Pam Fraile
- Thomas McCarthy: Jeff Bauer
- Wayne Duvall: Ned Guston
- Carrie Preston: Barbara Bofferd
- Khan Baykal: Dinesh Patel
- Christopher Denham: Ronny Partiz
- Oleg Shtefanko: Boris Fetyov

## Al voltant de la pel·lícula
És la segona participació conjunta de Clive Owen i Julia Roberts en una pel·lícula després Closer; Owen ja havia treballat igualment al costat de Paul Giamatti en Shoot 'Em Up.